# Noël De Pauw
Noël De Pauw (Sint-Niklaas, 25 luglio 1942 – Zaventem, 12 aprile 2015) è stato un ciclista su strada e pistard belga, professionista dal 1964 al 1971, vincitore dell'edizione 1965 della Omloop Het Volk e della Gand-Wevelgem.

## Palmarès
- 1965 (Solo-Superia, due vittorie)

Gand-Wevelgem
Omloop Het Volk
- 1967 (Mann-Grundig, una vittoria)

2ª tappa Quatre jours de Dunkerque

## Piazzamenti

### Grandi Giri
- Tour de France

1965: 72º
1966: ritirato
- Vuelta a España

1965: ritirato

### Classiche monumento
- Giro delle Fiandre

1967: 20º
- Parigi-Roubaix

1965: 43º
- Liegi-Bastogne-Liegi

1967: 11º

### Competizioni mondiali
- Campionati del mondo

Salò 1962 - In linea Dilettanti: 21º
Ronse 1963 - In linea Dilettanti: 14º